# George Berkeley (8e baron Berkeley)
Pour les articles homonymes, voir George Berkeley (homonymie) et Berkeley.
George Berkeley, 8e baron Berkeley (1601 - 10 août 1658) est un noble anglais du XVIIe siècle et un éminent mécène de la littérature de sa génération .

## Famille
George Berkeley, baptisé le 26 octobre 1601 à Low Leyton, Essex, est le seul fils survivant de Thomas Berkeley (11 juillet 1575 - 22 novembre 1611) et d'Elizabeth Carey, fille et unique héritière de George Carey (2e baron Hunsdon). Il est le petit-fils d'Henry Berkeley (7e baron Berkeley) (décédé le 26 novembre 1613), par sa première épouse, Katherine Howard (décédée le 7 avril 1596), troisième fille d'Henry Howard (comte de Surrey) et de Frances de Vere, fille de John de Vere (15e comte d'Oxford) et Elizabeth Trussell.

## Carrière
L'enfance de Berkeley se passe dans le Warwickshire, où il est l'élève du traducteur Philemon Holland (en) de Coventry et de Henry Ashwood .
Il hérite des titres de baron Berkeley de Berkeley, Mowbray, Segrave et Breuse de Gower à la mort de son grand-père, Henry Berkeley (7e baron Berkeley), le 26 novembre 1613. Son siège familial est au château de Berkeley dans le Gloucestershire. Il est fait chevalier de l'Ordre du Bain le 4 novembre 1616, date à laquelle le prince Charles est nommé prince de Galles. Il fait ses études à Christ Church, Oxford, et obtient sa maîtrise de l'université en 1623. Il est nommé membre du Conseil du Pays de Galles et des Marches en 1633.
Berkeley soutient une gamme d'écrivains importants du début du XVIIe siècle de la Littérature de langue anglaise. Un certain nombre de personnalités importantes lui dédient leurs œuvres en remerciement de son patronage - ou dans l'espoir de le recevoir. Il s'agit notamment de Robert Burton, qui dédie The Anatomy of Melancholy à Berkeley lors de sa publication en 1621. Berkeley est un mécène notable du drame anglais de la Renaissance : Philip Massinger dédie sa pièce The Renegado à Berkeley lors de sa publication en 1630, comme James Shirley fait son The Young Admiral en 1637. John Webster dédie La Duchesse d'Amalfi à Berkeley en 1623. Le libellé du dévouement de Webster suggère que Webster recherche le patronage de Berkeley plutôt que de reconnaître le soutien déjà apporté; on ne sait pas dans quelle mesure la supplication a été efficace.
Par le biais de sa propre famille et de celle de sa femme, Berkeley est lié aux traditions établies de soutien à la littérature. Son grand-père maternel a soutenu les Lord Chamberlain's Men, la compagnie d'acteurs de William Shakespeare. Berkeley lui-même est décrit comme « un ami des hommes du roi ». Sa femme est liée à Katherine Stanhope, la dédicataire du Duc de Milan de Massinger.
À sa mort en 1658, Berkeley est remplacé en tant que 9e baron Berkeley par son deuxième fils, également nommé George Berkeley.

## Mariage et descendance
Berkeley épouse, le 13 avril 1614, Elizabeth Stanhope (d. 1669), la deuxième fille de Michael Stanhope de Sudbourne, Suffolk, par Anne Reade (b. 21 décembre 1604), la fille de William Reade d'Osterley, Middlesex. Le couple a trois enfants, mais s'est rompu en 1630 :
- Charles (1623-1641) s'est noyé en revenant de France en Angleterre.
- Elizabeth (1624-1661) épouse Edward, fils aîné de John Coke of Holkham, Norfolk
- George Berkeley (1er comte de Berkeley)

## Sources
- George Edward Cokayne, The Complete Peerage, edited by Vicary Gibbs, vol. II, London, St. Catherine Press, 1912, 138–40 p.
- Jan Broadway, The Wives of the Berkeleys, London, Xmera, 2021, 71–91 p.
- James William Edmund Doyle, The Official Baronage of England, London, Longmans, Green, 1886 (lire en ligne)
- History of Parliament (lire en ligne), « Stanhope, Michael (c.1549-c.1621), of Sudbourne, Suffolk »